# Sunny (filme de 2011)
Sunny (hangul: 써니; rr: Sseoni) é um filme de comédia dramática produzido na Coreia do Sul e lançado em 2011.
Direção: Kane Yyong-cheol
Im Nami tem a vida perfeita com sua filha e seu marido, até que em uma visita a sua mãe no hospital acaba encontrando uma velha amiga do ensino médio que está doente e tem pouco tempo de vida, e seu último desejo é reencontrar Sunny.